# Barbér Irén
Barbér Irén szlovénül: Irena Barber, szül. Talabér Irén (Permise, 1939. február 9. – Szombathely, 2006. május 1.) magyarországi szlovén írónő, vend nyelven írt.
A mai Kétvölgyön született, s ott végezte el az elemi iskolát. Győrben járt középiskolába, de az 1956-os forradalom bukása után eltávolítottak onnan mindenkit, ezért kénytelen volt Szombathelyen folytatni a tanulmányait, ahol még a főiskolát is végezte.

Férje után lett a neve Barbér. Először a felsőszölnöki tanácson dolgozott előadóként több mint öt évig, s ezután csaknem három évtizedig Alsószölnökön lett VB titkár.

A rendszerváltás után a tanácsrendszert felszámolták, s megalakult a Magyarországi Szlovének Szövetsége, melynek titkára és egyik vezetője lett Barbér Irén. 1994-ben vonult nyugdíjba.
1957-ben létrehozott egy színjátszó csoportot, amely elsősorban komédiákat adott elő. Barbér magyarból fordított vendre ilyen előadásokat és novellákat is elkezdett írni, melyek elsősorban a vendvidéki régi paraszti történetekről szólnak. Első kötete 1993-ban Živlenje je kratko (Az élet rövid) címen jelent meg. Ezt követte öt év múlva a Trnova paut (Tövises út) című kötet.

Barbér újságíróként is tevékenykedett, a 70-es évektől a közös délszláv havilapoknak írt, majd az 1990-ben megalakult Porabje szlovén nemzetiségi hetilapnak, mely műveit is publikálta.

Kiadott egy történeti munkát is a felsőszölnöki Pável Ágoston Vegyeskar eddigi történetéről és részt vett Alsószölnök monográfiájának megszerkesztésében.

Önállóan is írt később komukis színpadi darabokat, melyeket apátistvánfalvasi Veseli pajdaši kör adott elő. Dolgozott a szentgotthárdi szlovén nemzetiségi rádiónak, vezette a helyi nemzetiségi nyugdíjas egyesületet és elnöke volt a Pável Vegyeskarnak, melyben ő is énekelt. Tevékenyen részt vett az alsószölnöki szlovén önkormányzat munkájában is.

## Díjai
- A kisebbségekért díj (2000)
- Pável Ágoston Emlékplakett (2005)